# Кривча
Кривча (пол. Krzywcza) — село в Польщі, у гміні Кривча Перемишльського повіту Підкарпатського воєводства. Адміністративний центр гміни.
Населення — 487 осіб (2011).

## Історія
Місцева мурована церква Різдва Богородиці була збудована у 1841 році. У 1936 році була парафіяльною церквою Порохницького деканату Перемишльської єпархії, до парафії належали також церкви в селах Воля-Кривецька, Середна і Речполь. Місцева парафія налічувала 316 вірних. 

## Демографія
- Початок XVII століття — близько 460 мешканців$
- 1921 рік — 174 будинки й 928 мешканців: 402 римо-католики, 323 греко-католики, 203 євреї
- 1939 рік — 1050 мешканців: 470 поляків, 350 українців, 230 євреїв[2].

Демографічна структура станом на 31 березня 2011 року:
|          | Загалом | Допрацездатний вік | Працездатний вік | Постпрацездатний вік |
| -------- | ------- | ------------------ | ---------------- | -------------------- |
| Чоловіки | 253     | 53                 | 183              | 17                   |
| Жінки    | 234     | 40                 | 151              | 43                   |
| Разом    | 487     | 93                 | 334              | 60                   |